# Senga
Senga, auch Senga Bay, ist eine Bucht und Dorf am Ufer des Malawisees im zentralen Teil Malawis. Es liegt in der Region Central Malawi, etwa 18 Kilometer südöstlich der Stadt Salima. Hier finden sich luxuriöse Herbergen. Der Sandstrand erstreckt sich über 10 Kilometer entlang des Südwesten des Sees. Senga ist ein beliebtes Wochenendreiseziel für die Einwohner von Lilongwe, der Hauptstadt Malawis.

## Geographie
Die Gemeinde liegt an der namensgebenden Senga Bucht (englisch Bay) und umfasst neben dem Küstengebiet noch eine weitere Insel namens Lizard Island. Im Norden grenzt sie an das North Senga Forest Reserve, das durch die Senga Hills einen essentiellen Teil des Panoramas der Region darstellt.

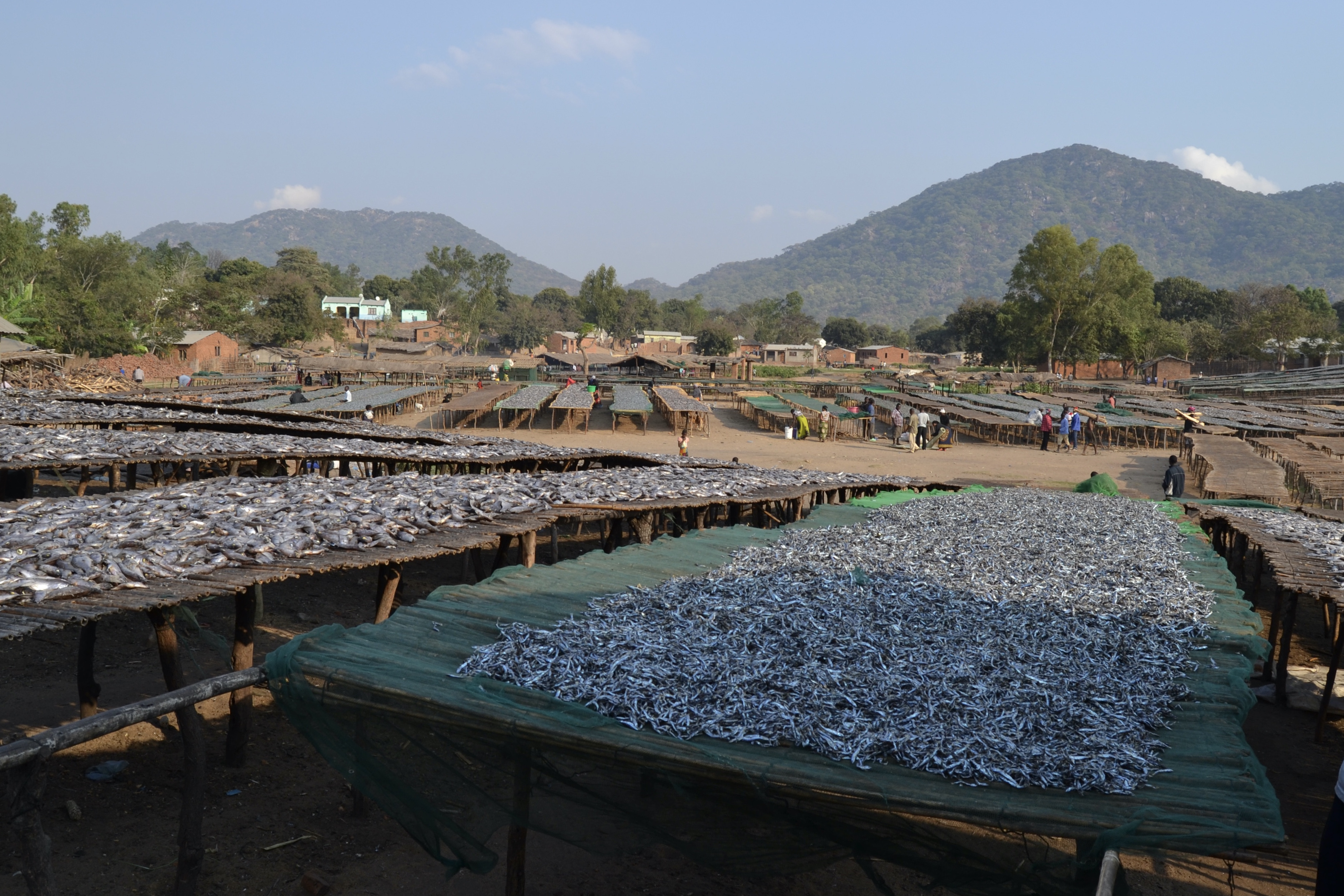
Senga Bay Fischerdorf

## Geschichte
Senga Bay hat eine reiche kulturelle und historische Bedeutung. Die Region wurde ursprünglich von verschiedenen ethnischen Gruppen bewohnt, darunter die Chewa und die Yao. Während der Kolonialzeit entwickelte sich Senga Bay zu einem wichtigen Standort für Fischerei und Handel. Nach der Unabhängigkeit Malawis im Jahr 1964 blieb Senga Bay ein wichtiger Anlaufpunkt für Fischer und Touristen gleichermaßen.

## Wirtschaft
Die Wirtschaft von Senga Bay basiert hauptsächlich auf Fischerei, Landwirtschaft und Tourismus. Der Malawisee ist eine wichtige Quelle für Fisch, insbesondere den berühmten Chambo, eine Fischart, die in den örtlichen Gewässern vorkommt. Die Landwirtschaft in der Umgebung konzentriert sich auf den Anbau von Mais, Maniok und verschiedenen Gemüsesorten.
Der Tourismus spielt eine bedeutende Rolle in der lokalen Wirtschaft. Senga Bay ist bekannt für seine großen Sandstrände, kristallklares Wasser und vielfältige Freizeitmöglichkeiten wie Schwimmen, Schnorcheln und Bootstouren. Es gibt mehrere Hotels, Lodges und Campingplätze, die Besuchern eine Vielzahl von Unterkunftsmöglichkeiten bieten.

## Besonderes
- In Senga befindet sich das Parachute Battalion und Malawi Armed Forces College (MAFCO) der Streitkräfte von Malawi (Malawian Defence Force).
- Das Fußball Team des MAFCO (Malawi Armed Forces College FC) spielt in der Super League (Malawi), der ersten Fußballliga Malawis.

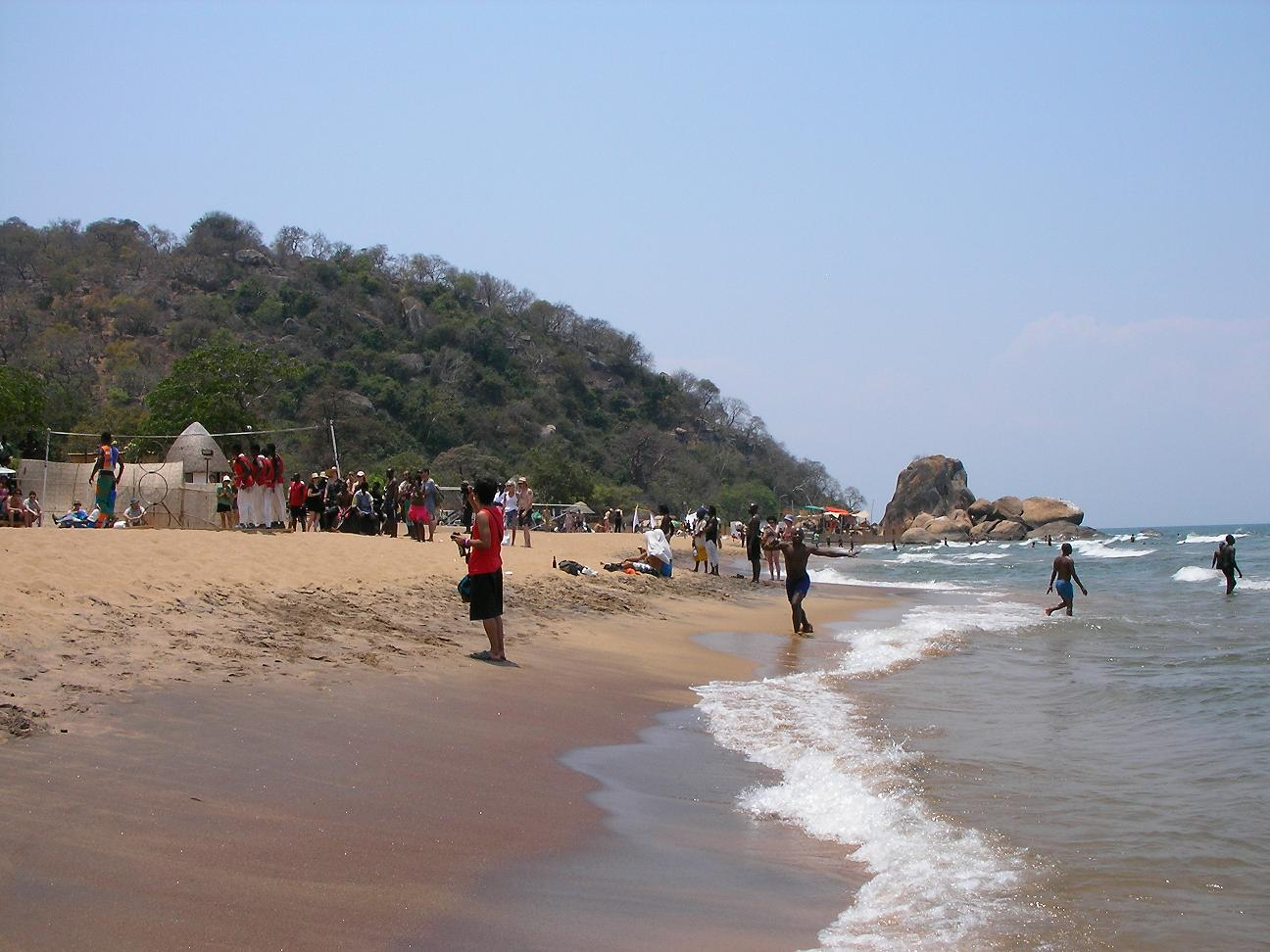
Strand in Senga
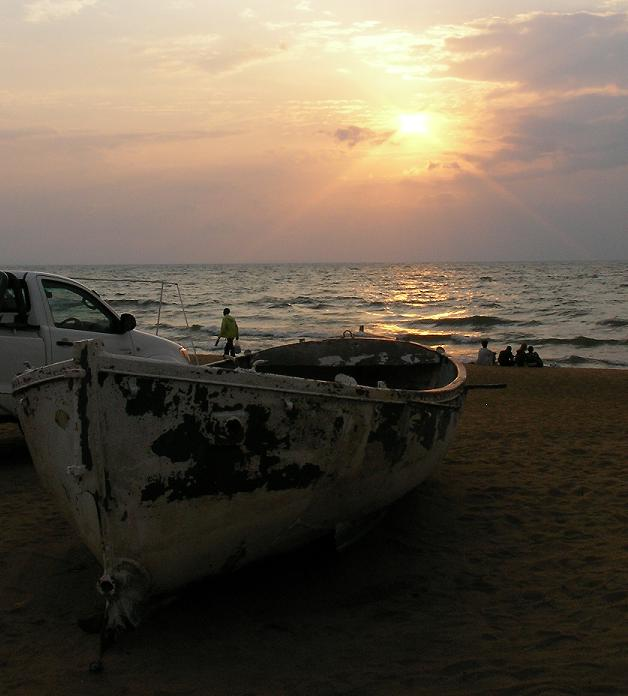
Sonnenuntergang in Senga